# Atherigona unguicauda
Atherigona unguicauda är en tvåvingeart som beskrevs av Malloch 1928. Atherigona unguicauda ingår i släktet Atherigona och familjen husflugor. Inga underarter finns listade i Catalogue of Life.